# Bitwa pod Adżdabiją (1914)
Bitwa pod Adżdabiją – starcie zbrojne, które miało miejsce 16 kwietnia 1914 w trakcie walk włosko-libijskich.
16 kwietnia 1914 roku oddział włoski pod dowództwem generała Antonio Cantore zaatakował bazę powstańczą w Cyrenajce w mieście Adżdabija, w którym znajdowało się 2 000 powstańców pod wodza szejka Ahmada asz-Szarifa. Po krótkiej i zaciętej walce, Włochom przy użyciu broni maszynowej i kawalerii udało się rozproszyć wojska powstańcze oraz zająć miasto. Arabowie stracili 154 zabitych oraz wielu rannych. Po stronie włoskiej zginęło 8 żołnierzy a 26 zostało rannych. 